# Guido Basso
Guido Basso (Genova, 30 luglio 1923 – Genova, 1995) è stato un pittore italiano.

## Biografia
Allievo di Enrico Paulucci, passò alcuni periodi a Parigi, nel 1958, e a Roma. Esordì nel 1946 con una personale a Genova.
A livello nazionale partecipò a tre edizioni della Biennale di Venezia, nel 1948, 1956 e 1962, e a tre edizioni della Quadriennale di Roma, nel 1955, 1959 e 1965. Partecipò a cinque edizioni del Premio Michetti, al Premio Villa San Giovanni e al Premio Suzzara, dove nel 1950 una sua opera venne premiata. Tenne varie personali a Milano, Roma, Torino (Palazzo Carignano, 1956, con una presentazione di Felice Casorati) e Genova.
A livello internazionale prese parte tra le altre all'Expo 1958 a Bruxelles e alla Biennale del Mediterraneo ad Alessandria d'Egitto nel 1961.
Fu per quasi trent’anni docente di materie artistiche (disegno e pittura d’ornato e figura) al Liceo artistico Paul Klee di Genova.

## Opere nelle collezioni
- Scalpellino - 1950, olio su tela, Galleria del Premio Suzzara, Suzzara